# 34401 Kaibeecher
34401 Kaibeecher este o planetă minoră (asteroid), cu un diametru de 3,567 km, din centura de asteroizi. A fost descoperită pe 1 septembrie 2000 la Experimental Test Site⁠(d) de Lincoln Near-Earth Asteroid Research. 
Obiectul prezintă o orbită caracterizată de o semiaxă mare de 2,6356139 UAi, o excentricitate de 0,08, o înclinație de 3,77833 ° în raport cu ecliptica.